# Nguyễn Anh Đệ
Nguyễn Anh Đệ (1925-1985), tên thật Nguyễn Văn Tí, là một sĩ quan cấp cao trong Quân đội nhân dân Việt Nam, hàm Trung tướng, nguyên Tham mưu trưởng Quân khu 4, Tư lệnh Mặt trận B5, Phó Tư lệnh kiêm Tham mưu trưởng Mặt trận B5 (sau khi mở rộng), Cục trưởng Cục Quân lực Bộ Tổng Tham mưu, Phó Tư lệnh Quân khu 3; Phó Tư lệnh kiêm Tham mưu trưởng Quân khu 1, Tư lệnh Đặc khu Quảng Ninh, Tư lệnh Binh chủng Đặc công

## Thân thế và sự nghiệp
Ông quê ở xã Tiên Phương, huyện Chương Mỹ, tỉnh Hà Tây (nay là Hà Nội). Tham gia Việt Minh từ năm 1942 ở Sơn Tây, Hà Nội, Đảng viên Đảng Cộng sản Việt Nam năm 1945.
Trong Kháng chiến chống Pháp (1946-1954): trưởng thành từ chiến sĩ đến trung đoàn trưởng. 
Trong Kháng chiến chống Mỹ: Trưởng ban Tác chiến Khu 3 sau là Quân khu Hữu ngạn (1955).
Năm 1963 đến năm 1968, Tham mưu phó Quân khu Hữu ngạn, Tham mưu phó rồi Tham mưu trưởng Quân khu 3.
Tháng 4 năm 1969, Phó Tư lệnh Mặt trận B5 Quảng Trị.
Từ tháng 4 năm 1970 đến năm 1971, Tham mưu trưởng Quân khu 4; Tư lệnh Mặt trận B5; Phó Tư lệnh kiêm Tham mưu trưởng Mặt trận B5 (sau khi mở rộng).
Tháng 12 năm 1972, Phó Tư lệnh Quân khu Hữu ngạn.
Tháng 3 năm 1974, Cục trưởng Cục Quân lực Bộ Tổng Tham mưu. 
Tháng 1 năm 1977, Phó Tư lệnh Quân khu 3; Phó Tư lệnh kiêm Tham mưu trưởng Quân khu 1.
Tháng 4 năm 1979, Tư lệnh Đặc khu Quảng Ninh.
Tháng 5 năm 1983, Tư lệnh Binh chủng Đặc công
Năm 1985, ông mất
Trung tướng (1984)

## Khen thưởng
Huân chương Độc lập hạng Nhất
Huân chương Quân công (hạng Nhất, Nhì)
Huân chương Chiến thắng (chống Pháp) hạng Nhất
Huân chương Kháng chiến (chống Pháp) hạng Nhất
Huân chương Kháng chiến chống Mỹ cứu nước hạng Nhất
Huân chương Chiến sĩ vẻ vang (hạng Nhất, Nhì, Ba)
Huy chương Quân kỳ quyết thắng
Huy hiệu 40 năm tuổi Đảng